# Выборы губернатора Еврейской автономной области (2020)
Выборы губернатора прошли в Еврейской автономной области 13 сентября 2020 года. В выборах приняли участие 73,02 % избирателей. Ростислав Гольдштейн одержал на них уверенную победу, набрав 82,5 % голосов. На втором месте был депутат местного законодательного собрания Владимир Дудин, представляющий «Справедливую Россию», он набрал 7,06 % голосов. На третьем — представитель «Коммунистической партии социальной справедливости» Александр Крупский с 4,28% голосов избирателей. Представитель партии «Родина» Борис Тихонов набрал 2,15 % голосов, кандидат от партии «Патриоты России» Роман Куземский — 1,27 %. Для победы кандидат в губернаторы должен был набрать как минимум 50 % + 1 голос.

## Кандидаты
| Кандидат | Кандидат                       | Деятельность/должность (на момент выдвижения) | Субъект выдвижения                                | Статус              | Кандидаты в Совет Федерации |
| -------- | ------------------------------ | --- | ------------------------------------------------- | ------------------- | --- |
|          | Владимир Сергеевич Бородин     | заместитель начальника путевой машинной станции по кадрам и социальным вопросам Путевой машинной станции № 74 структурного подразделения Дальневосточной дирекции по ремонту пути — структурного подразделения Центральной дирекции по ремонту пути филиала ОАО «Российские железные дороги» | «Партия прогресса»                                | отказ в регистрации | — |
|          | Ростислав Эрнстович Гольдштейн | временно исполняющий обязанности губернатора Еврейской автономной области | «Единая Россия»                                   | зарегистрирован     | - Юрий Валяев, начальник ГУ по обеспечению охраны общественного порядка МВД России - Наталья Лазарева, ректор областного Института повышения квалификации педагогических работников - Анатолий Тихомиров, депутат Государственной Думы РФ |
|          | Владимир Николаевич Дудин      | депутат Законодательного собрания Еврейской автономной области | «Справедливая Россия»                             | зарегистрирован     | - Ольга Данилина, главный бухгалтер МУП «Транспортная Компания» - Наталья Полодюк, учитель русского языка и литературы - Юрий Трифонов, сменный мастер аварийно-диспетчерской службы АО «Биробиджаноблгаз»                                |
|          | Александр Алексеевич Крупский  | пенсионер | Коммунистическая партия социальной справедливости | зарегистрирован     | - Евгения Архипцева, бухгалтер администрации Найфельдского сельского поселения - Евгений Ляпин, индивидуальный предприниматель - Инна Семёнова, директор Школы-сада № 22 с. им. Тельмана                                                  |
|          | Роман Павлович Куземский       | генеральный директор ООО «ТыЖеЮрист» | «Патриоты России»                                 | зарегистрирован     | - Юрий Ворон, пенсионер - Андрей Крижан, заместитель директора МУП «Городские тепловые сети» - Виктор Фёдоров, ремонтник вагонов |
|          | Максим Валерьевич Кукушкин     | депутат Законодательной Думы Хабаровского края, генеральный директор ООО «Производственная группа Востокстрой» | КПРФ                                              | отказ в регистрации | — |
|          | Евгения Валерьевна Пастернак   | индивидуальный предприниматель | Демократическая партия России                     | отказ в регистрации | — |
|          | Борис Петрович Тихонов         | директор ООО «Страховая медицинская организация „Восточно-страховой альянс“» | «Родина»                                          | зарегистрирован     | - Сергей Глушак, индивидуальный предприниматель - Григорий Зинич, пенсионер - Тамара Синичкина, директор МКУ «Центр культуры и досуга» администрации Приамурского городского поселения                                                    |
|          | Галина Владимировна Фидорина   | исполнительный директор ООО «ЭкоПроф» | «Зелёные»                                         | отказ в регистрации | — |